# حبيب حداد
حبيب حداد (مواليد 1980) هو رجل أعمال ومستثمر لبناني، يشغل حاليًا منصب الرئيس والمدير الإداري لـ E14Fund الذي يستثمر في الفوائد العرضية من معهد ماساتشوستس للتكنولوجيا،  أسس حداد عددًا من شركات التكنولوجيا بما في ذلك ومضة (بالإنجليزية: Wamda)‏ ويملي،  و(بالإنجليزية: YallaStartup)‏،  وغيرها.
تم تعيينه من قِبل المنتدى الاقتصادي العالمي كقائد عالمي شاب في عام 2009 وأحد أبرز المبتكرين الذين تقل أعمارهم عن 35 عامًا (تي آر 35) من قبل إم آي تي تكنولوجي ريفيو.

## التعليم
حصل حداد على بكالوريوس في هندسة الكمبيوتر والاتصالات من الجامعة الأمريكية في بيروت وماجستير في الهندسة الكهربائية من جامعة جنوب كاليفورنيا.

## المهنة
في عام 2004 كان حداد مهندسًا مؤسسًا لشركة Mok3 (تُعرف الآن باسم Everyscape) المتخصصة في برمجيات النمذجة المرتكزة على الصور، حيث عمل في شركة MIT CSAIL، حتى عام 2005 وانضم إلى ATI كمهندس برمجيات.
في عام 2006 أسس منظمة الإغاثة اللبنانية لدعم جهود الإغاثة خلال حرب 2006 في لبنان، وظهر جهد القاعدة الشعبية من خلال مبادرة "101 Stories to Tell" من قبل برنامج الأمم المتحدة الإنمائي في فبراير 2009.
في 2007 أسس حداد يملي وهو محرك بحث وترجمة ذكي رائد وحصل على براءة اختراع حول أسلوب ونظام الترجمة الصوتية بالولايات المتحدة الأمريكية 20090144049 A1. في 2012 حصلت ياهو! على ترخيص لتقنيات Yamli،  وتمت الإشادة بيملي على تمكينه وتنشيطه اللغة العربية على الإنترنت.
في عام 2009 أسس حداد مع اثنين من رواد الأعمال في مجال التكنولوجيا في الشرق الأوسط "YallaStartup" وهي منظمة غير حكومية تهدف إلى تشجيع ريادة الأعمال في المراحل المبكرة وإنشاء الشركات الناشئة،  وكانت واحدة من أولى منظمات الدعم لمنظمى الأعمال في الشرق الأوسط وشمال إفريقيا.
في عام 2011 شارك في إنشاء موقع "Alive.in" وهو موقع جلب 1000 متطوع لنسخ وترجمة رسائل البريد الصوتي من المتظاهرين المصريين بعد إغلاق الحكومة للإنترنت. وبدأ الشركة عندما أطلقت جوجل وتويتر مشروعًا للسماح للناس بترك بريد صوتي سيتم وضعه بعد ذلك على تويتر، وقد توصل حداد إلى فكرة لتجميع ترجمة المصدر لتلك الأصوات في الوقت الفعلي من العربية إلى اللغات الأخرى.
من 2012 إلى 2016 كان حبيب الرئيس التنفيذي المؤسس لمنصة «ومضة» وهي عبارة عن منصة من البرامج والشبكات تهدف إلى تسريع النظم الإيكولوجية لريادة الأعمال في منطقة الشرق الأوسط وشمال إفريقيا،  كما شغل منصب شريك في Wamda Capital، وصندوق VC لرأس المال المتنامي، مع استثمارات في الشركات الناشئة مثل كريم وLittleBits 

## جوائز
- 2009: أقر المنتدى الاقتصادي العالمي حداد كقائد عالمي شاب. 30 تحت 30 أقوى العرب، الأعمال العربية.[32]
- 2011: تم اختياره كأفضل مبتكر تحت 35 عامًا (TR35) من قبل MIT Technology Review.
- 2009، 2015: جائزة الخريجين المتميزين، الجامعة الأمريكية في بيروت.[33][34]
- 2013: منحته مؤسسة الفكر العربي «جائزة الإبداع العربي». في العام نفسه، كرمت الجامعة الأمريكية في بيروت رجل الأعمال باعتباره الشب المتميز.[35]
- 2012: جائزة رواد الأعمال الشباب، تكريم
- 2015: أقوى 100 عربي تحت سن 40، أرابيان بيزنس.[36]
- 2016: تعده الجامعة الأمريكية في بيروت من بين 150 من صانعي التاريخ في الجامعة الأميركية في بيروت للاحتفال بمرور 150 عامًا على تأسيس الجامعة [37]

## قيادة
- عضو لجنة اختيار رواد التكنولوجيا في المنتدى الاقتصادي العالمي (2013 حتى الآن)
- قمة المشاركة للمنتدى الاقتصادي العالمي حول الشرق الأوسط وشمال إفريقيا (2011) [38]
- نائب رئيس مجلس جدول الأعمال العالمي لريادة الأعمال (2013)، عضو مجلس جدول الأعمال العالمي للابتكار (2014-2015) - المنتدى الاقتصادي العالمي
- عضو مجلس المستقبل العالمي للمنتدى الاقتصادي العالمي للنظم والمنصات (2016 حتى الآن) [39]
- عضو الأكاديمية، جائزة المعلم العالمي
- عضو المجلس الاستشاري، كلية الهندسة والعمارة، الجامعة الأمريكية في بيروت